# Steilheid
De steilheid van een versterkerbuis is de verhouding tussen de verandering van de elektrische stroom die van de anode naar de kathode loopt en de spanningsverandering op het stuurrooster van de buis. Eigenlijk is de steilheid de afgeleide van de stroom door de buis als functie van de spanning op het stuurrooster. De naam refereert aan de hellingshoek in de spanning-stroomkarakteristiek; hierin is de steilheid de richtingscoëfficiënt van de kromme.
De steilheid is de parameter die aangeeft hoe groot de versterking van een bepaald type buis is. De steilheid van een buis wordt onder bepaalde vastgelegde omstandigheden gemeten en de waarde is in het algemeen uitsluitend geldig voor het gebied waarin de buis lineair versterkt.
De steilheid wordt vaak aangegeven met de letter S (ook met gm) en in handboeken vaak in de eenheid mA/V uitgedrukt. De SI-eenheid is siemens.
{\displaystyle S={\Delta I_{\mathrm {out} } \over \Delta U_{\mathrm {in} }}}